# RPG-40
La RPG-40 fue una granada antitanque desarrollada por la Unión Soviética en 1940.

## Historia
La RPG-40 era una granada antitanque de la Unión Soviética diseñada en 1940 y utilizada durante toda la Segunda Guerra Mundial. Era el arma antitanque principal de la Unión Soviética al principio de la guerra. Era una arma bastante efectiva contra blindajes ligeros, de hasta 40 mm, y con una penetración media de 20 mm. Era muy efectiva contra vehículos sin blindaje o ligeramente blindados, como las primeras versiones de los tanques alemanes, como por ejemplo los Panzer I y los Panzer II, e incluso, los Panzer III. Pero con la llegada de nuevos tanques alemanes con blindaje más grueso, como el Panzer IV y el Panzer V, esta arma era ineficaz, y en 1943, se comenzó a producir la RPG-43, una granada antitanque, con una carga HEAT (High Explosive Anti-Tank, es decir: Antitanque de alto poder explosivo), con mucha más capacidad antitanque.
Esta granada siguió siendo utilizada en la Guerra de Corea, por parte de las tropas de Corea del Norte.

## Diseño
Esta granada pesaba 1,22 kg, de los que 0,61 kg eran de una carga explosiva de TNT en la parte superior y más gruesa de la granada. Tenía una longitud total de 213 mm y un diámetro máximo de 95 mm. Podía ser lanzada a una distancia máxima de unos 27 metros, y tenía la capacidad de penetrar blindajes ligeros (que no excedieran los 40 mm), y con una penetración media de 20 mm. Tenían una espoleta de impacto. Usualmente había un manual de uso en la parte donde estaba situada la carga explosiva.

## Publicaciones
- полковник-инженер в отставке С. Новиков. "Личная артиллерия" пехоты // газета «Красная звезда» от 25 июля 1982. стр.4
- Гранаты ручные // Великая Отечественная война 1941 - 1945. Энциклопедия. / редколл., гл. ред. М. М. Козлов. М., "Советская энциклопедия", 1985. стр.221-222